# Borysthenes simulans
Borysthenes simulans är en insektsart som beskrevs av Frederick Arthur Godfrey Muir 1913. Borysthenes simulans ingår i släktet Borysthenes och familjen kilstritar. Inga underarter finns listade i Catalogue of Life.